# Santuario di Gibilmanna

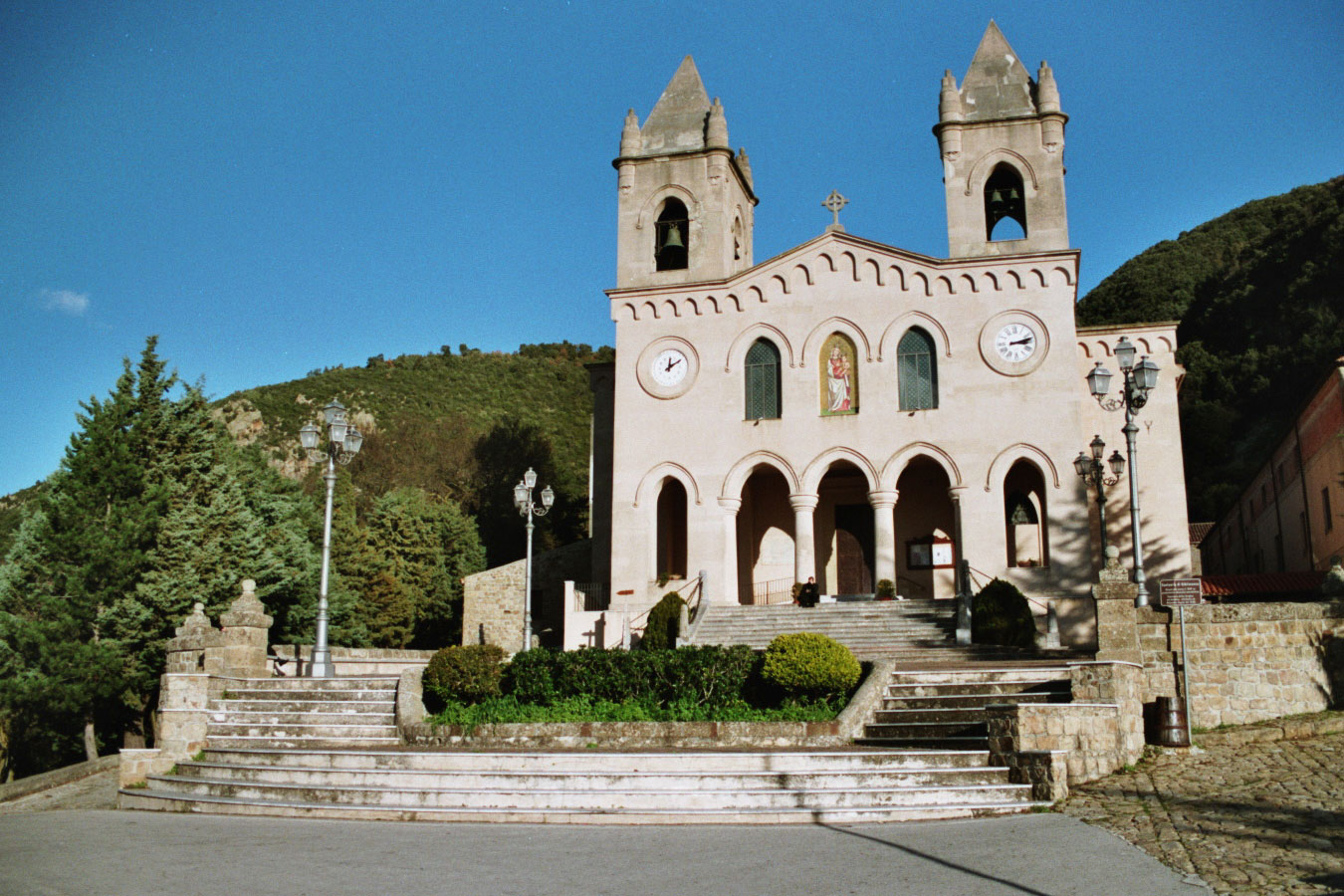
Vorderansicht der Kirche (2007)

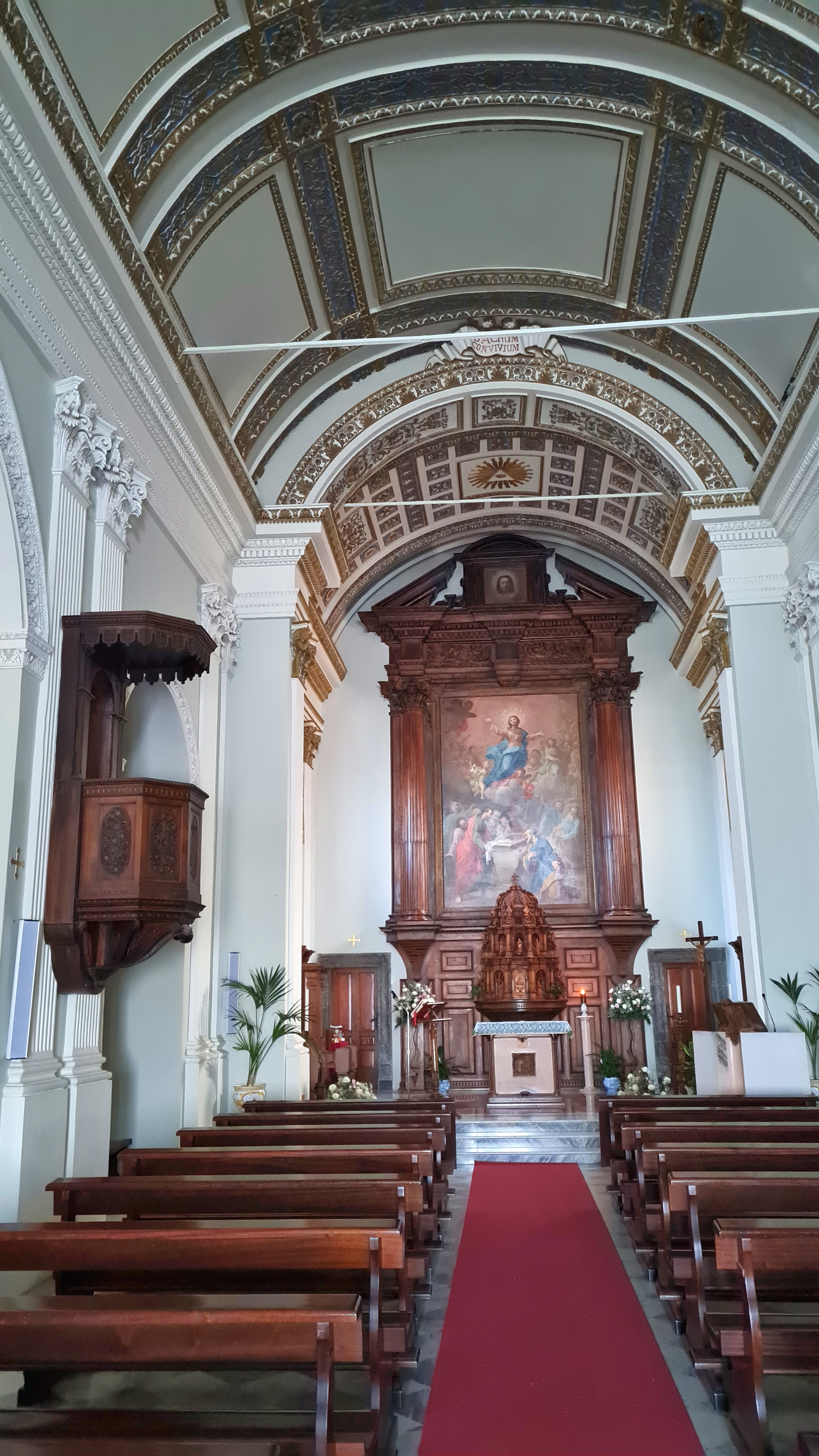
Inneres der Kirche (2022)

Das Santuario di Gibilmanna ist ein Heiligtum der Muttergottes in den Bergen oberhalb von Cefalù. Es liegt auf einer Höhe von ca. 800 m in Gibilmanna, einem Ortsteil von Cefalù, an einem Westhang in der Nähe des Gipfels des Pizzo S. Angelo in den Madonie. Das Heiligtum liegt mitten in einem großen Waldgebiet, in dem Buchen, Ulmen, Eschen, Eichen und Kastanien wachsen.
Der Überlieferung nach geht das Heiligtum ursprünglich auf Papst Gregor den Großen zurück, der im 6. Jahrhundert an dieser Stelle ein Benediktinerkloster gründete.
Während der arabischen Vorherrschaft verfiel das Kloster, die Kirche wurde jedoch von Eremiten weiter erhalten. Nach der normannischen Eroberung Siziliens wurde das Kloster wieder aufgebaut. 1228 wurde die Kirche zu einem Priorat, diente also nicht mehr als Klosterkirche.
1535 wurde die Kirche dem Orden der Kapuziner übertragen und neben ihr ein kleines Kloster errichtet. 1619 wurde beschlossen, an Stelle der alten Benediktinerkirche ein neues, größeres Kirchengebäude zu errichten. Diese Kirche wurde 1623 fertiggestellt und 1625 eingeweiht.
Aus der alten Kirche wurde dabei ein Fresko im byzantinischen Stil, das die Muttergottes mit dem Jesuskind (Madonna col bambino) zeigt, in eine Seitenkapelle der neuen Kirche übertragen. Auch eine Statue der Muttergottes und ein byzantinisches Kruzifix an einer Seitenwand dieser Capella della Madonna stammen noch aus der alten Kirche.
1907 wurde die Fassade der Kirche nach einem Einsturz der Portikus im neogotischen Stil erneuert.